# Thomas Morris (Schauspieler)
Thomas Morris (* 21. Mai 1966 als Thomas Reigl in Wien) ist ein österreichischer Schauspieler und Autor.

## Leben und Wirken
Von 1987 bis 1990 besuchte Thomas Morris die Schauspielklasse des Franz-Schubert-Konservatoriums in Wien. Er spielte in bekannten Filmen wie Schindlers Liste, Tristan und Isolde, Pigs Will Fly sowie in zahlreichen Fernsehproduktionen. Er schrieb neben Drehbüchern bislang zwei Bücher mit Kurzgeschichten und Gedichten: Open (2000 als Selbstpublikation) und Ganz weit draußen (2007).

## Bibliografie

### Prosa
- Open. Books on Demand, Norderstedt 2000. (korrekte ISBN nicht auffindbar)
- Ganz weit draußen. Magic-Buchverlag, Vierkirchen 2007. ISBN 978-3-936935-41-7.

### Hörbücher (als Sprecher)
- Arthur Schnitzler: Leutnant Gustl. CD. Argon-Verlag, Berlin 2003. ISBN 978-3-87024-640-2.
- Thomas Morris und Gerd Wameling lesen Arthur Schnitzler, Leutnant Gustl & die Frau des Weisen. 2 CDs. Argon-Verlag, Berlin 2007. ISBN 978-3-86610-351-1.
- Heiko Petermann: Watergate – der Fall von Präsident Nixon. Hördokumentation. CD. Argon-Verlag, Berlin 2008. ISBN 978-3-86610-465-5.
- Heiko Petermann: RAF – die erste Generation. Hördokumentation. CD. Argon-Verlag, Berlin 2008. ISBN 978-3-86610-469-3.
- David Bernet: Hiroshima – Atompilz über Japan. Hördokumentation. CD. Argon-Verlag, Berlin 2008. ISBN 978-3-86610-466-2.

## Filmografie
- 1990: Fleischwolf
- 1991: Im Dunstkreis
- 1992: Großwildjagd
- 1993: The Bed You Sleep In
- 1993: Schindlers Liste (Schindler’s List)
- 1994: Saubere Aktien (Fernsehfilm)
- 1994: Eingeschlossen
- 1994: Hasenjagd – Vor lauter Feigheit gibt es kein Erbarmen
- 1995: Angst (Fernsehfilm)
- 1995: Der schönste Mann der Welt (Fernsehfilm)
- 1995: Eingeschlossen – Die Nacht mit einem Mörder (Fernsehfilm)
- 1995: Inseln unter dem Wind (Fernsehserie)
- 1997: Post Mortem – Der Nuttenmörder (Fernsehfilm)
- 1997: Baby Rex – Der kleine Kommissar (Fernsehfilm)
- 1998: Crazy Six
- 1998: Kubanisch rauchen
- 1999: Tatort – Strafstoß
- 1998: Polizeiruf 110 – Tod und Teufel
- 1999: Eine schräge Familie (Fernsehfilm)
- 1999: The Waiting Time (Fernsehfilm)
- 2000: Tatort – Von Bullen und Bären
- 2000: Trautmann: Wer heikel ist, bleibt übrig (Fernsehfilm)
- 2000: Liebestod (Fernsehfilm)
- 2001: Der Clown (Fernsehserie, eine Folge)
- 2001: Verkehrsinsel
- 2001: Taking Sides – Der Fall Furtwängler
- 2001: Die Reise nach Kafiristan
- 2001: Forsthaus Falkenau (Fernsehserie, eine Folge)
- 2002: Erotic Tales – Porn.com
- 2002: Pigs Will Fly
- 2002: Das beste Stück (Fernsehfilm)
- 2003: Der Bulle von Tölz: Strahlende Schönheit
- 2004: Das allerbeste Stück (Fernsehfilm)
- 2005: Macho im Schleudergang (Fernsehfilm)
- 2006: Medicopter 117 – Jedes Leben zählt (Fernsehserie, eine Folge)
- 2006: Tristan & Isolde
- 2007: Verschleppt (Fernsehfilm)
- 2007: Allein unter Bauern (Fernsehfilm)
- 2008: Real Buddy
- 2009: The International
- 2009: Illuminati (Angels & Demons)
- 2009: Polizeiruf 110 – Schweineleben
- 2010: Die Wanderhure (Fernsehfilm)
- 2014: Tatort – Kaltstart
- 2016: Die Büffel sind los! (Fernsehfilm)
- 2018–2019: Alles oder nichts
- 2020: Sky Sharks
- 2023: Klima retten für Anfänger (Fernsehfilm)